# Hoplosathe richterae
Hoplosathe richterae är en tvåvingeart som beskrevs av Lyneborg och Zaitzev 1980. Hoplosathe richterae ingår i släktet Hoplosathe och familjen stilettflugor. Inga underarter finns listade i Catalogue of Life.